# Locais de competição dos Jogos Olímpicos de Verão de 2000
A lista a seguir apresenta os locais de competição que foram usados nos Jogos Olímpicos de Verão de 2000 em Sydney, Austrália.

## Parque Olímpico de Sydney

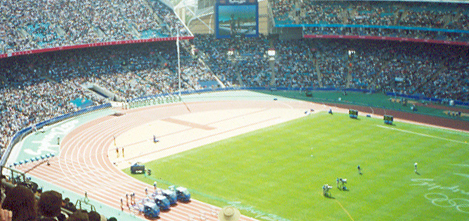
Estádio Olímpico

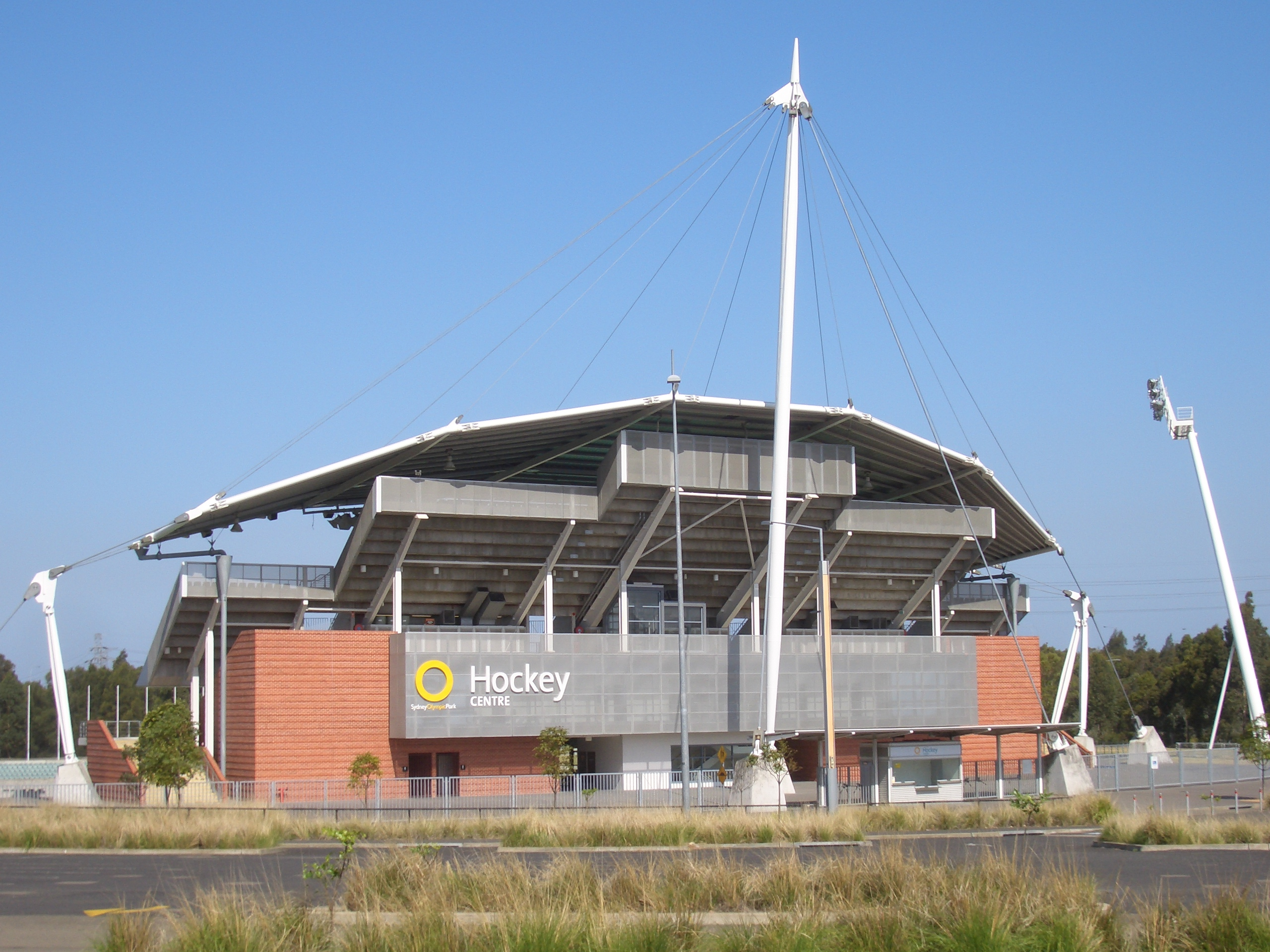
Estádio de Hóquei

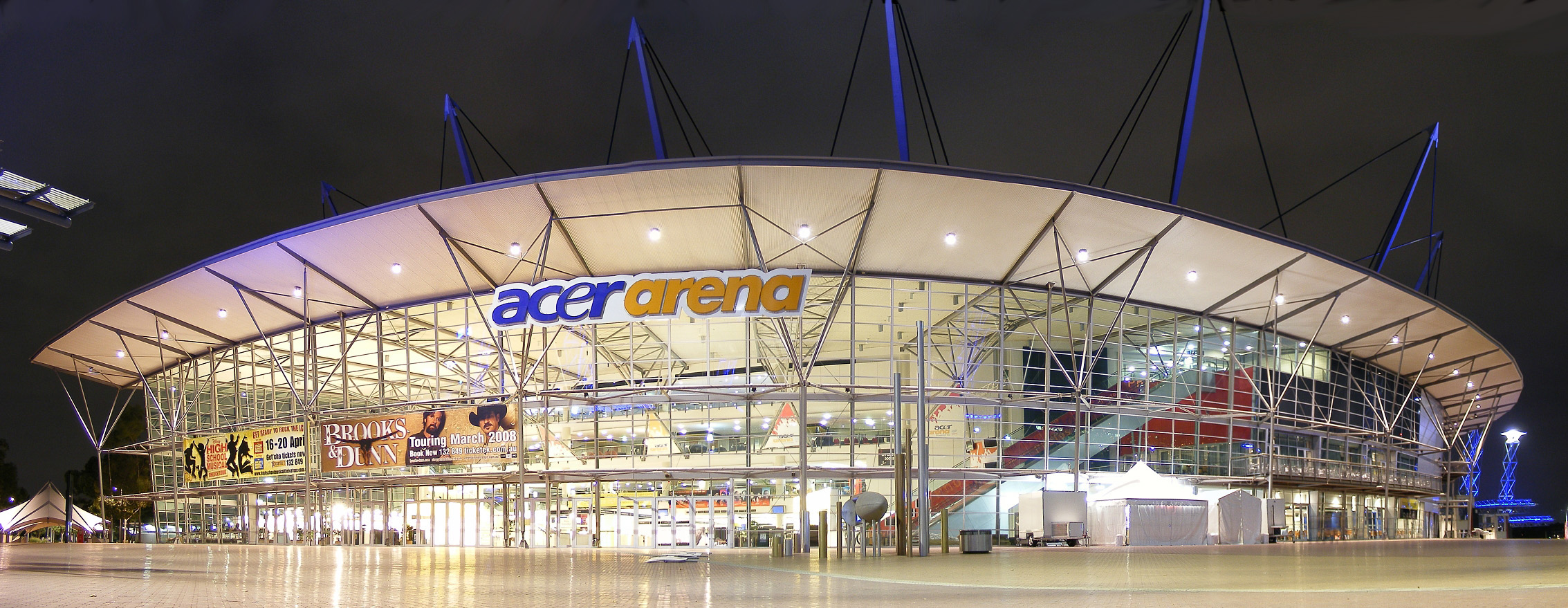
SuperDome

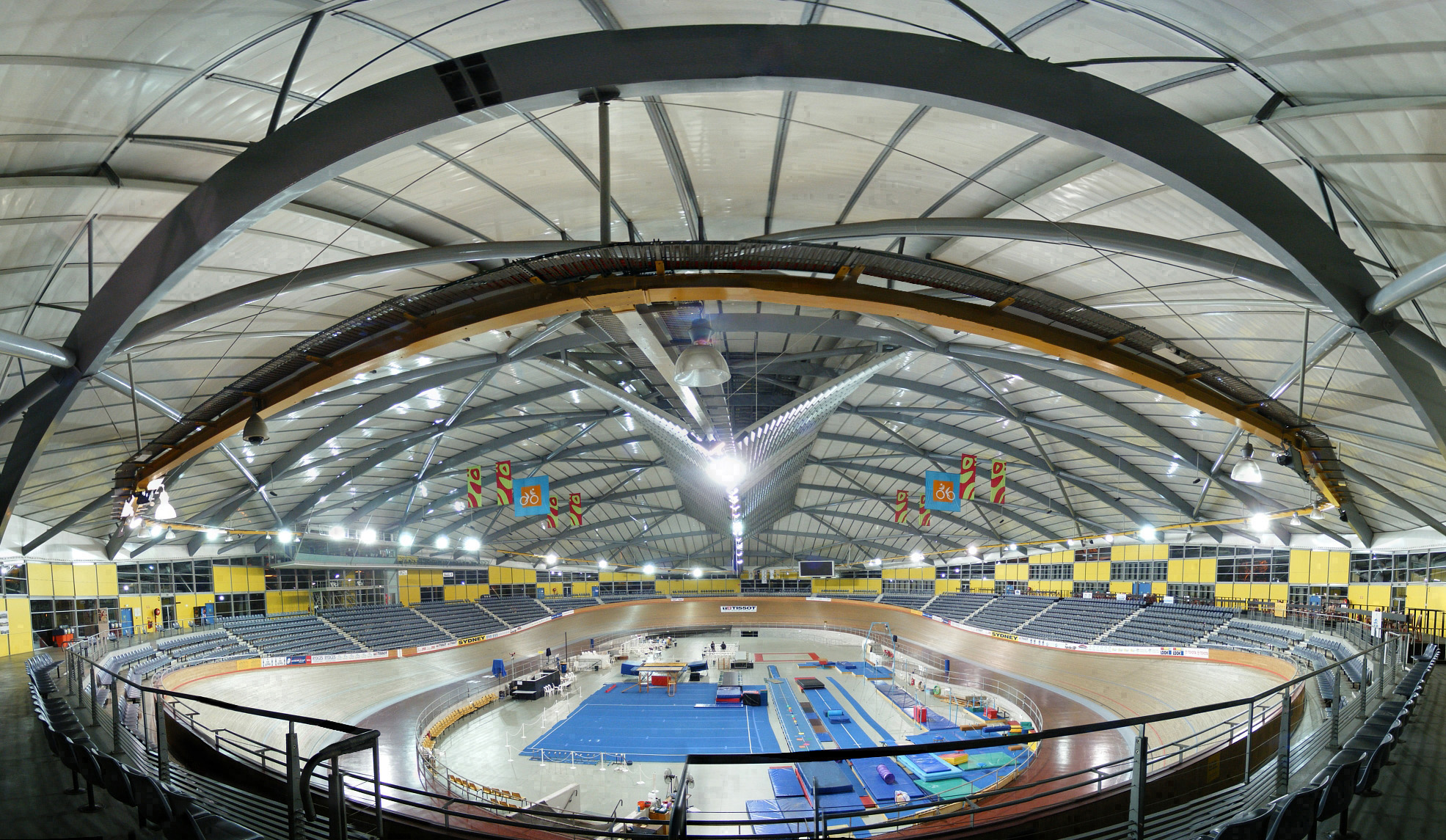
Velódromo Dunc Gray

1. Estádio Olímpico: Cerimônias de Abertura e Encerramento, Atletismo e final da Futebol masculino
2. Centro Aquático Internacional de Sydney: Nado Sincronizado, Natação, Pólo Aquático e Saltos Ornamentais
3. Centro Estadual de Esportes: Tênis de mesa e Taekwondo
4. NSW Tennis Center: Tênis
5. Centro Estadual de Hóquei: Hóquei sobre a grama
6. The Dome: Basquetebol, Badminton, Ginástica rítmica, Handebol, Pentatlo Moderno e Voleibol
7. SuperDome: Ginástica artística e de trampolim, Basquetebol
8. Estádio de Beisebol de Sydney: Beisebol, Pentatlo moderno
9. Parque Internacional de Tiro com arco de Sydney: Tiro com arco

## Outras sedes em Sydney
1. Centro de Convenções de Sydney: Lutas, Boxe, Judô e Esgrima
2. Centro de Entretenimento de Sydney: Voleibol
3. Velódromo Dunc Gray: Ciclismo
4. Centro Internacional de Tiro de Sydney: Tiro
5. Centro Internacional de Hipismo de Sydney: Hipismo
6. Centro Internacional de Regatas de Sydney: Remo, Canoagem
7. Centro Olímpico Blacktown: Beisebol, Softball
8. Circuito de Mountain Bike de Sydney: Mountain Bike
9. Centro Aquático Ryde: Pólo aquático
10. Estádio Penrith Whitewater: Canoagem
11. Bondi: Voleibol de praia
12. Estádio de Futebol de Sydney: Futebol

## Sedes fora de Sydney
1. Bruce Stadium, Canberra: Futebol

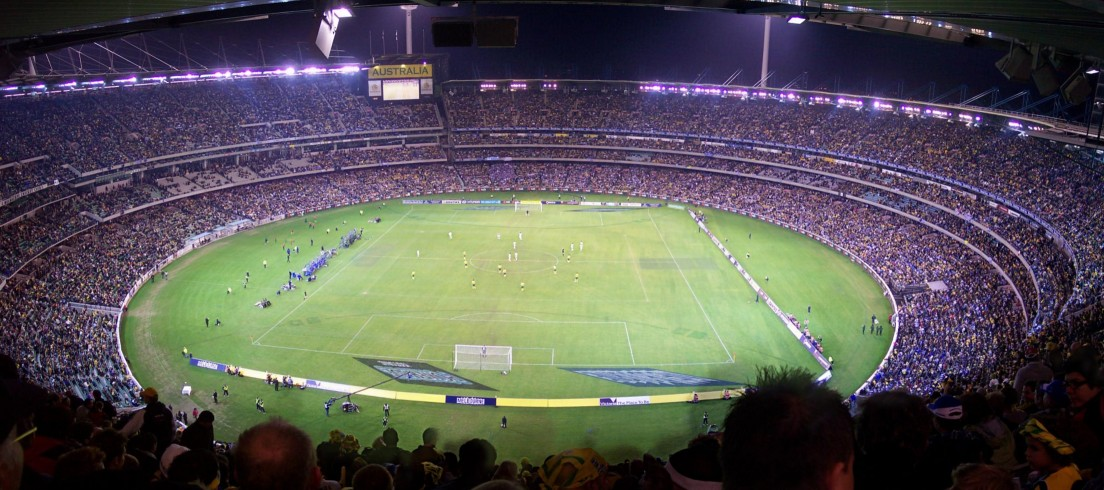
Melbourne Cricket Ground

2. Hindmarsh Stadium, Adelaide: Futebol
3. Melbourne Cricket Ground, Melbourne: Futebol
4. Brisbane Cricket Ground, Brisbane: Futebol